# Michigan Wolverines

Logo der Michigan Wolverines

Die Michigan Wolverines sind die Sportteams der University of Michigan in Ann Arbor im US-Bundesstaat Michigan. Die University of Michigan hat insgesamt 29 verschiedene Sportteams, davon 14 Männer- und 15 Frauenteams. Die Wolverines gehören der Big Ten Conference an. Die Farben der Teams sind Maisgelb und Blau.

## Historie

### Name
Bereits ab 1861 bezeichneten sich Studenten und Alumni der Universität als Wolverines, dem englischen Begriff für den Vielfraß, obwohl das Tier in Michigan nicht heimisch war und überhaupt erst im Februar 2004 erstmals innerhalb der Staatsgrenzen in freier Wildbahn gesichtet wurde. Wie es zu dem Vielfraß als Maskottchen kam, ist ungeklärt, die Bentley Historical Library der Universität dokumentierte lediglich verschiedene Theorien.
Der American-Football-Trainer Fielding H. Yost vermutete in seinem 1944 veröffentlichten Artikel im Michigan Quarterly Review, der Name sei auf den früheren Pelzhandel zwischen Trappern und Indianern in der Region zurückzuführen, bei dem vor allem Pelze von Vielfraßen gehandelt wurden. Acht Jahre später stellte Albert H. Marckwardt ebenfalls im Michigan Quarterly Review die Theorie auf, der Name leite sich von französischen Siedlern in Michigan Ende des 18. Jahrhunderts ab, denen ein „vielfräßiger Appetit“ unterstellt wurde. Die dritte und letzte Theorie beruft sich auf den Grenzstreit zwischen dem Michigan-Territorium und Ohio im Jahr 1803, den sogenannten Toledo-Krieg. Im Streit um die Grenzlinie sollen die Michiganer als Vielfraße bezeichnet worden sein, auch wenn unklar bleibt, ob sie sich selbst den Namen als Zeichen ihrer Durchsetzungsstärke gaben oder den Namen von den Ohioern als Schmähung verliehen bekamen.
Fielding H. Yost begann 1923 mit der Suche nach einem lebenden Vielfraß, um ihn während der Spiele zu präsentieren, womit man dem Beispiel der Wisconsin Badgers zu folgen versuchte, hatte diese doch einen lebenden Dachs zu einem Spiel mitgebracht. 1924 gelangte er zunächst nur an einen erlegten Vielfraß, ehe 1927 insgesamt zehn in Alaska gefangene Vielfraße dem Detroit Zoo vermacht wurden. Je zwei wurden fortan bei wichtigen American-Football-Partien in Käfigen ins Stadion gebracht. Die Praxis wurde aber bereits ein Jahr später wieder beendet, wobei der Vielfraß Biff im Zoo der University of Michigan verblieb. 1937 sponsorte die Chevrolet Motor Company der Universität einen weiteren Vielfraß, der Intrepidus getauft wurde.

### Farben
Die Farben der Mannschaft sind Maisgelb und Blau („Maize and Blue“). Die erste dokumentierte Verwendung einer bestimmten Farbe im Bezug zur University of Michigan fand 1859 statt. 1867 legte eine Gruppe Studenten Maisgelb und Azurblau als offizielle Schulfarben fest. Eine exakte Definition der Farben wurde jedoch erst 1912 vorgenommen, als Vertreter der Universität diese bei der Besorgung von offiziellen Stoffbändern festlegen mussten.

## Spielstätten

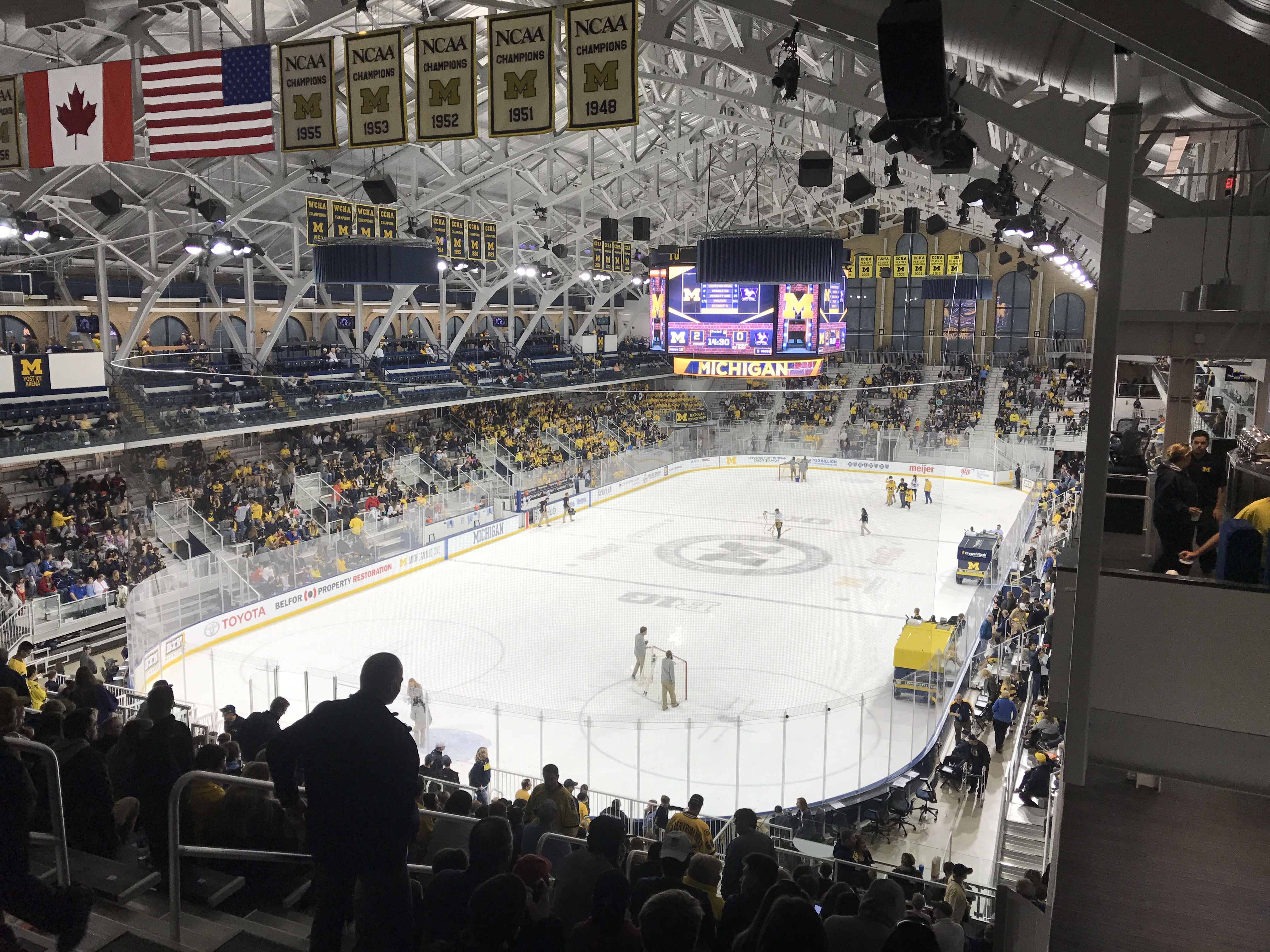
Die Yost Ice Arena (2017)

Die University of Michigan verfügt über eine große Zahl von Sportstätten auf ihrem Campus und im Stadtgebiet von Ann Arbor, in denen die Michigan Wolverines ihre Wettkämpfe austragen.
Hauptkomplex ist der Stephen M. Ross Athletic Campus, der nach einem Großspender benannt ist. Auf diesem befinden sich das Ray Fisher Stadium für Base- und Softball, die für Eishockey genutzte Yost Ice Arena sowie die Wettkampfstätten für Golf, Feldhockey, Turnen, Schwimmen, Volleyball, Wasserball und Wasserspringen. In einem separaten Südkomplex der Anlage sind die Wettkampfstätten für Fußball, Lacrosse, Leichtathletik, Ringen, Rudern, Tennis und nochmals für Turnen beherbergt. Neben dem Komplex befindet sich das Crisler Center, in dem die Basketballmannschaften ihre Spiele austragen.
Das mit Abstand größte Stadion der Universität ist indes das Michigan Stadium, die Heimstätte der American-Football-Mannschaft der Wolverines. In dem direkt neben dem Crisler Center gelegenen Michigan Stadium werden aber auch Lacrosse- und Feldhockeybegegnungen ausgetragen. Die Kapazität des „The Big House“ genannten Stadions beträgt seit 2015 insgesamt 107.601 Zuschauer. Als größtes Stadion der Vereinigten Staaten und drittgrößtes Stadion der Welt war es bereits mehrfach Schauplatz für Zuschauer-Weltrekorde im American Football, Eishockey und auch Fußball.

## Sportarten
Die Michigan Wolverines starten geschlechterübergreifend in 19 Sportarten in den Wettkampfsystemen der National Collegiate Athletic Association. In 15 Sportarten treten die Wolverines bei den Frauen an, bei den Männern in 14 Sportarten.
| Sportart          | Männer | Frauen |
| ----------------- | ------ | ------ |
| American Football | X      |        |
| Baseball          | X      |        |
| Basketball        | X      | X      |
| Crosslauf         | X      | X      |
| Eishockey         | X      |        |
| Feldhockey        |        | X      |
| Fußball           | X      | X      |
| Golf              | X      | X      |
| Lacrosse          | X      | X      |
| Leichtathletik    | X      | X      |
| Ringen            | X      |        |
| Rudern            |        | X      |
| Schwimmsport      | X      | X      |
| Softball          |        | X      |
| Tennis            | X      | X      |
| Turnen            | X      | X      |
| Volleyball        |        | X      |
| Wasserball        |        | X      |
| Wasserspringen    | X      | X      |
| Stand: 2021       |        |        |

Darüber hinaus bieten die Wolverines drei weitere Aktivitäten in ihrer sogenannten „Spirit“-Abteilung an: eine Tanzgruppe, eine Cheerleading-Gruppe sowie eine Marching Band. Letztere wurde 1896 gegründet und trat erstmals am 22. Februar 1897 auf. Seit November 1897 begleitet die Band die American-Football-Mannschaft bei deren Spielen. Sie war 1973 in Los Angeles die erste Marching Band einer Universität, die beim Super Bowl auftrat. 1982 spielte sie nochmals beim Super Bowl in Pontiac.

### Erfolge
Die Wolverines sicherten sich bislang insgesamt 57 NCAA-Mannschaftstitel, 320 Titelgewinne in Einzelsportarten sowie 408 Meisterschaften in der Big Ten Conference. Die meisten NCAA-Titel im Mannschaftsbereich gewann die Schwimm- und Wasserspringabteilung, gefolgt von der American-Football-Mannschaft und dem Eishockey-Team.

### American Football

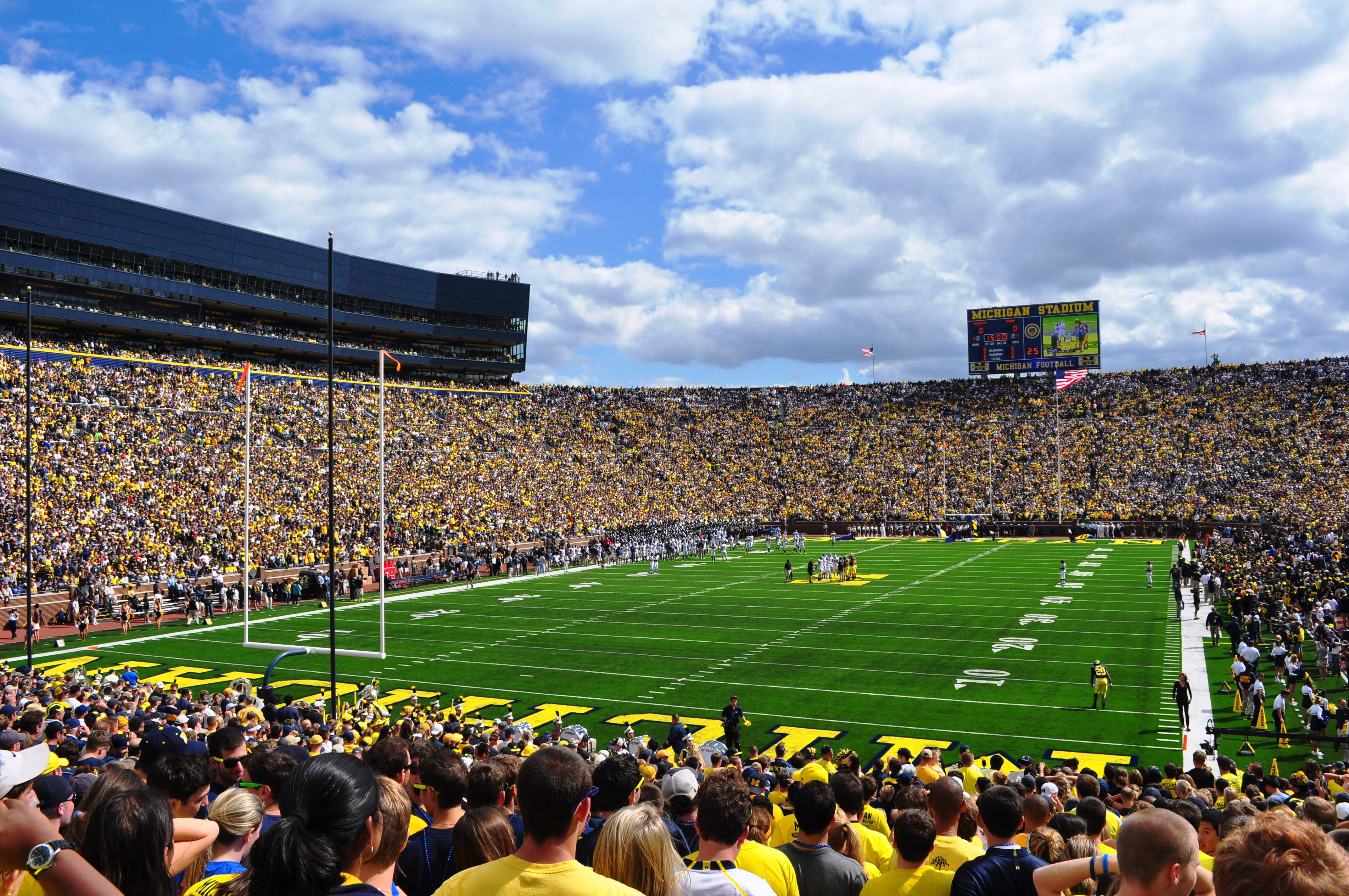
College-Football-Spiel im Michigan Stadium (2010)

Am 30. Mai 1879 bestritten die Wolverines gegen das Racine College ihr erstes offizielles American-Football-Spiel. 1896 gehörte die University of Michigan zu den Gründungsmitgliedern der damals noch als Western Conference bekannten heutigen Big Ten Conference. In der ersten Saison gelangen der Mannschaft neun Siege, doch aufgrund einer Niederlage schlossen sie die Spielzeit nur auf dem zweiten Platz hinter den Wisconsin Badgers ab. Bereits 1898 sicherten sich die Wolverines dank einer Saison mit zehn Siegen und ohne Niederlage ihren ersten Conference-Titel. Diesen Erfolg wiederholten sie bis heute noch 44 Mal. 1901 verpflichtete die Universität Fielding H. Yost als Head Coach für die American-Football-Mannschaft, der bis 1926 eine Erfolgsära der Wolverines prägte. Von 1901 bis 1904 gewann die Mannschaft viermal in Folge ihre ersten nationalen Meisterschaften. Weitere Erfolge unter Yost auf nationaler Ebene folgten 1918 und 1923 mit den Titelgewinnen fünf und sechs. Unter Yost gewannen die Wolverines insgesamt 165 Partien, spielten 29 Mal Unentschieden und verloren lediglich zehn Begegnungen. Nach zwei Jahren unter Head Coach Tad Wieman übernahm Harry Kipke 1929 die Mannschaft für acht Jahre. Mit Kipke gewannen die Wolverines vier Conference-Titel sowie 1932 und 1933 die nationale Meisterschaft. Auf Kipke folgte 1938 Fritz Crisler, mit dem Michigan 1947 neunten NCAA-Titel gewann sowie 1943 und 1947 den Conference-Titel. 1948 verteidigten die Wolverines ihren NCAA-Titel, diesmal unter Bennie Oosterbaan, der von 1925 bis 1927 selbst für die Football-Mannschaft Michigans gespielt hatte. Mit ihm gelangen der Mannschaft außerdem drei Titelgewinne in der Conference.
Es folgte eine längere Zeitspanne, in der die Wolverines zwar zahlreiche Conference-Titel gewinnen konnten, aber keine weitere nationale Meisterschaft. Von 1969 bis 1989 hatte Bo Schembechler den Cheftrainerposten inne. In dieser Zeit sicherte sich Michigan 13 Titel auf Conference-Ebene. Drei weitere folgten unter der Führung von Gary Moeller, der von 1990 bis 1994 Head Coach war. Unter Lloyd Carr gelang 1997 der Gewinn der elften nationalen Meisterschaft. Ohne Niederlage beendeten die Wolverines die reguläre Saison und besiegten im Rose Bowl auch die Washington State Cougars mit 21:16. Carr blieb bis 2007 im Amt und sicherte sich mit der Mannschaft außerdem den Gewinn von fünf Conference-Titeln. In seiner letzten Saison verloren die Wolverines überraschend ihr Punktspiel gegen die Appalachian State Mountaineers mit 32:34. Das Ergebnis ging „als größter Sieg eines Außenseiters in der Geschichte des College Footballs“ ein. Zu Beginn der 2020er-Jahre verzeichneten die Wolverines unter Head Coach Jim Harbaugh wieder Erfolge. Nach dem ersten Gewinn der Big Ten Conference seit 17 Jahren in der Saison 2021 gewann Michigan seine Conference auch in den folgenden beiden Jahren und konnte 2023 zum zwölften Mal die nationale Meisterschaft gewinnen.
Drei Spieler der University of Michigan wurden bislang mit der Heisman Trophy für den besten College-Football-Spieler der Saison ausgezeichnet: Tom Harmon (1940), Desmond Howard (1991) und Charles Woodson (1997). Zu den bekanntesten Spielern, die für Michigan im College Football aktiv waren, zählt unter anderem der Quarterback Tom Brady, der zahlreiche NFL-Rekorde aufgestellt hat.

### Eishockey

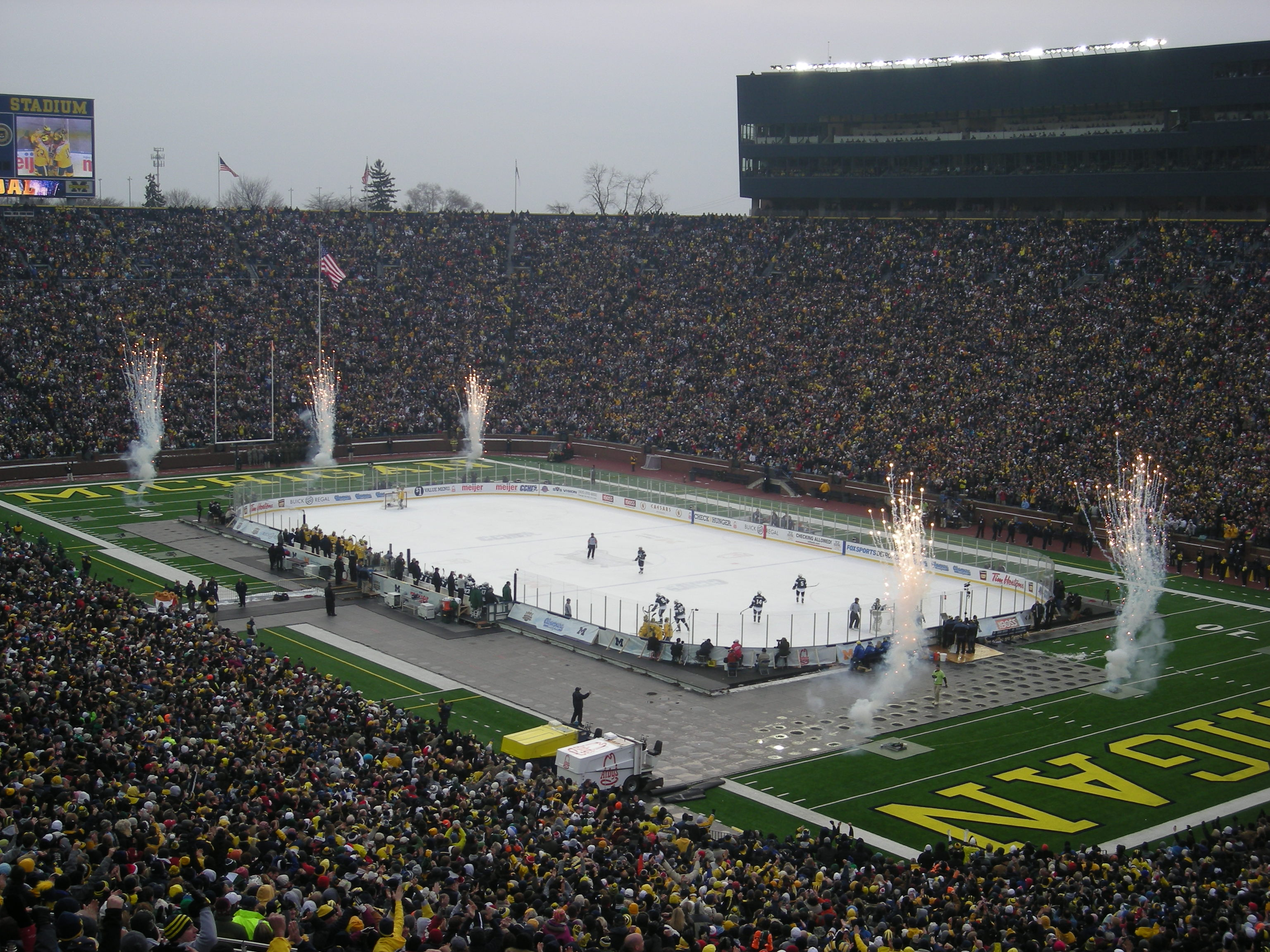
The Big Chill at the Big House (2010)

Die Eishockeymannschaft spielte ihre erste Saison im Jahr 1920. Ab 1951 war sie Mitglied der Western Collegiate Hockey Association (WCHA), die bis 1953 „Midwest Collegiate Hockey League“ hieß und im Anschluss „Western Intercollegiate Hockey League“. Von 1958 bis 1981 war sie außerdem erstmals Mitglied der Big Ten Conference, der sie seit 2013 wieder angehört. 1981 wechselten die Wolverines von der WCHA in die Central Collegiate Hockey Association, in der sie bis zu deren Auflösung 2013 Mitglied waren.
Neunmal gewannen die Wolverines die US-amerikanischen Collegemeisterschaften: 1948, 1951, 1952, 1953, 1955, 1956, 1964, 1996 und 1998. Damit sind die Wolverines Rekordmeister der NCAA. Fünf Spieler, die für die Wolverines aktiv waren, wurden bislang in die United States Hockey Hall of Fame aufgenommen. Dazu zählen Victor Heyliger, Willard Ikola und John Matchefts sowie Wally Grant und John MacInnes.
Eine Höhepunkt der Eishockey-Historie der Wolverines war das NCAA-Punktspiel gegen die Michigan Spartans am 11. Dezember 2010 unter freiem Himmel. Die Partie ging als The Big Chill at the Big House in die Geschichte ein: Im Michigan Stadium verfolgte eine Rekordzahl von 104.173 Zuschauern den 5:0-Sieg der Wolverines, was laut Guinness-Buch der Rekorde einen Weltrekord darstellte.

## Rivalitäten
Die Wolverines pflegen abhängig von der Sportart unterschiedliche Rivalitäten.
Im American Football sind besonders die Begegnungen mit den Ohio State Buckeyes, den Minnesota Golden Gophers und den Michigan State Spartans hervorzuheben. Die längste Geschichte hat die seit 1897 bestehende Rivalität mit den Buckeyes, gegen die die Wolverines seit 1935 mit wenigen Ausnahmen traditionell am letzten Spieltag der Saison der Big Ten Conference antreten. Für ESPN handelte es sich im Jahr 2000 um den größten Wettstreit der nordamerikanischen Sportgeschichte. Gegen die Minnesota Golden Gophers kämpfen die Wolverines im Rahmen der NCAA Division I jährlich um den „Little Brown Jug“, eine auf das Jahr 1909 zurückgehende Trophäe. Im Duell gegen die Spartans erhält der Sieger die „Paul Bunyan Trophy“, die 1953 vom damaligen Gouverneur Michigans, G. Mennen Williams, gestiftet wurde.
Auch im Fußball und Volleyball besteht mit den Michigan State Spartans eine Rivalität. Seit 2000 spielen die beiden Mannschaft im Fußball jedes Jahr um die „Big Bear Trophy“. Im Volleyball wird seit 1990 um eine modifizierte Staatsflagge Michigans gespielt, die 2005 in einen Holzrahmen eingearbeitet wurde. In der Leichtathletik pflegen die Wolverines seit 2008 wieder eine Rivalität mit den Ohio State Buckeyes, die bereits in den 1920er- bis 1950ern bestand. In dem „The Dual“ genannten Wettstreit kämpfen die Mannschaften jährlich in der Halle um den „The Dual“-Wimpel für das siegreiche Team.

## Olympische Spiele
Einschließlich 2020 nahmen insgesamt 275 Athleten und Trainer an Olympischen Sommer- und Winterspielen teil, die zumindest für eine kurze Zeitspanne an der University of Michigan studierten oder für sie arbeiteten. Neben den Vereinigten Staaten vertraten sie 36 weitere Nationen. 74 Athleten bzw. Trainer nahmen mehrmals an Olympischen Spielen teil. Den Athleten und Trainern gelangen dabei insgesamt 185 Podiumsplatzierungen, die sich in 85 Gold-, 48 Silber- und 52 Bronzemedaillen aufteilen.
Der mit Abstand erfolgreichste Athlet der Wolverines war der Schwimmer Michael Phelps, der mit seinen 28 Medaillen, davon 23 Goldmedaillen, gleichzeitig auch der erfolgreichste Olympionike überhaupt ist. Phelps war von 2005 bis 2008 als Trainer an der Universität tätig. Vier Goldmedaillen gewann der Leichtathlet Alvin Kraenzlein bei den Spielen im Jahr 1900, der ab 1910 den Cheftrainerposten der Leichtathletikabteilung innehatte. In derselben Sportart waren Archie Hahn 1904 sowie Ralph Rose von 1904 bis 1912 dreimal auf dem Siegerplatz. Zweifache Olympiasieger wurden der Kanute Gregory Barton, die Leichtathleten Eddie Tolan und Ralph Craig, die Schwimmer Tom Dolan, Carl Robie und Peter Vanderkaay sowie der Wasserspringer Robert Webster.